# NGC 6794
NGC 6794 is een spiraalvormig sterrenstelsel in het sterrenbeeld Boogschutter. Het hemelobject werd op 24 augustus 1834 ontdekt door de Britse astronoom John Herschel.

## Synoniemen
- ESO 338-5
- MCG -7-40-1
- PGC 63241